# Store Skagastølstind
De Store Skagastølstind is een berg in het gebergte van Hurrungane in zuidelijk Noorwegen. Hij behoort tot de gemeente Luster en ligt in de omgeving van Turtagrø in de provincie Vestland.
Het is de op twee na hoogste berg van Noorwegen met een hoogte van 2405 meter boven zeeniveau, na Galdhøpiggen (2469 meter) en Glittertind (2464 meter). De berg is te zien vanaf de Tindevegen-tolweg .